# Caganer
 (janvier 2021).
Si vous disposez d'ouvrages ou d'articles de référence ou si vous connaissez des sites web de qualité traitant du thème abordé ici, merci de compléter l'article en donnant les références utiles à sa vérifiabilité et en les liant à la section « Notes et références ».
 (janvier 2021).

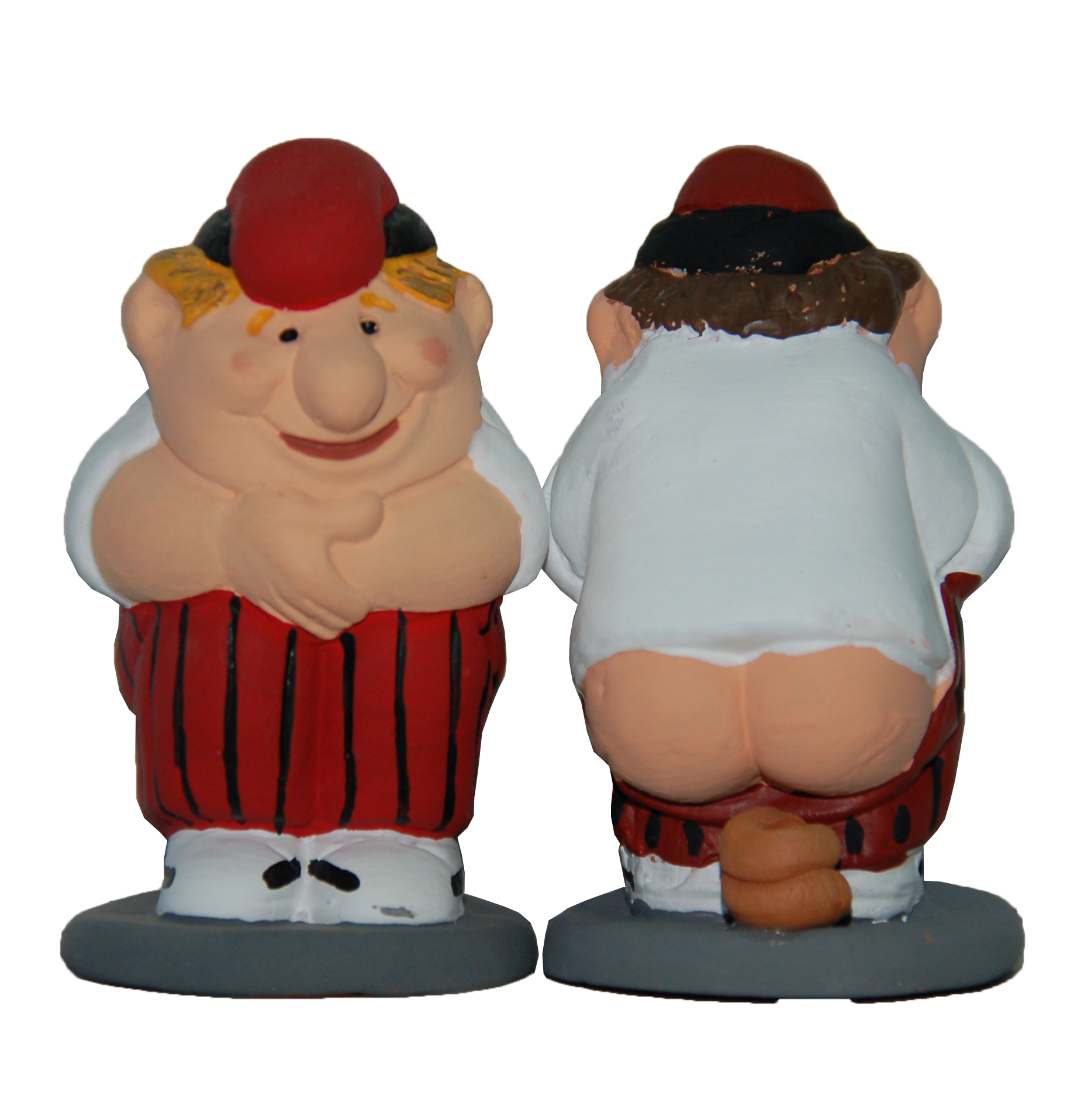
Caganer catalan

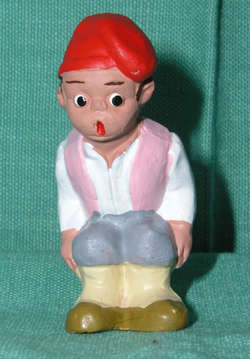
Un caganer catalan traditionnel vu de face.

Le caganer est un santon que l'on trouve en Catalogne, dans le Pays Valencien et les îles Baléares.

## Description
Dans leur scène de la nativité, les Catalans ont ajouté un personnage que l'on ne trouve pas dans les autres crèches. En plus de Marie, Joseph, Jésus, des bergers et des autres santons traditionnels, les Catalans ajoutent Caganer.
Ce petit personnage est souvent placé dans un coin, à moitié caché. Il y a une bonne raison qui explique qu'il reste en arrière-plan. Le mot caganer, en effet, signifie littéralement « chieur » (cf. aussi caguer), ce qui correspond à ce qu'il est en train de faire.
Les raisons qui pourraient expliquer qu'on retrouve dans le pessebre (la crèche catalane) un personnage en train de se vider les boyaux pourraient être les suivantes :
- Le Chieur, en produisant des excréments, fertilise la terre. Il peut donc être considéré comme un symbole de prospérité et de chance pour l'année à venir ;
- Une autre raison serait de montrer l'humilité de la naissance du Christ ;
- La troisième explication est beaucoup plus prosaïque : certains Catalans le considèrent comme drôle ;
- Enfin, la quatrième explication relève d'une possible irrévérence anticléricale. En effet, le Caganer pourrait illustrer une expression courante : « Em cago en Déu »[2], ou littéralement « je chie sur Dieu ». Il s'agirait alors d'un clin d'œil farcesque et païen, relégué toutefois en arrière-plan de la scénographie traditionnelle, par respect ou discrétion.

L'origine exacte du Caganer s'est perdue. On ne sait pas où et quand ce personnage est apparu pour la première fois. À l'origine, le Caganer était un paysan affublé du chapeau traditionnel catalan appelé la barretina. Les Caganers se trouvent facilement avant la période de Noël devant la cathédrale de Barcelone.
On trouve maintenant, de plus en plus fréquemment, d'autres personnages dans la position du Caganer, tels que des moines, des diables, des célébrités politiques, divers personnages célèbres et même des membres de la famille royale espagnole.
Le Caganer n'est pas le seul personnage de la mythologie catalane que l'on peut trouver en train de se soulager. Il existe également le Tió Nadal que l'on retrouve souvent dans cette position. Un dicton populaire catalan lancé avant de passer à table « Menja bé, caga fort ! » (Mange bien et chie beaucoup !) est par ailleurs suffisamment explicite.

## Synonymes dans d'autres langages/cultures
- En néerlandais / flamand : Kakkers / Schijterkes
- En français : Père la Colique
- En allemand : Choleramännchen, Hinterlader
- En latin : Stercutius, encore appelé Stercorius, était, dans la Rome antique, le dieu des lieux d'aisances, fumier et excréments.